# 江苏省启东中学
江苏省启东中学位于江苏省启东市，创办于1928年。1990年4月，启东中学成为江苏省首批重点中学，1998年4月，通过“国家级示范性普通高中”的评估验收，2003年12月成为江苏省首批四星级学校，連續12年高考成績穩居江蘇省前三名。其校長王生同時兼任全國人大代表、黨委書記、江蘇省啟東市人大副主任及南通師范學院兼職教授等職務，但于2015年2月28日因涉嫌违纪而接受组织调查。